# Fototerapia
La fototerapia (dal greco ϕώς, ϕωτός "luce" e ϑερατεία "cura") è una tecnica terapeutica basata sull'uso della luce artificiale, in particolare quella emessa da particolari lampade cosiddette ad arco o a vapori di mercurio; è ampiamente utilizzata per la cura di infezioni cutanee e del rachitismo. La fototerapia ebbe origine e massimo sviluppo nei paesi nordici (Germania e Danimarca) per via della debolezza della luce solare di quelle latitudini: per questo motivo la fototerapia può essere definita anche come elioterapia artificiale. Si differenza dalla elioterapia, di cui è derivazione, che prevede l'uso terapeutico delle sole irradiazioni del sole. 

## Storia
Padre della fototerapia è considerato il medico danese Niels Ryberg Finsen (1860-1904) che fu l'inventore della lampada di Finsen, prima applicazione tecnica della fototerapia. Nel 1893 Niels Finsen cominciò a studiare l'uso della luce solare nelle lesioni causate dal vaiolo e da altre patologie dermatologiche; per i suoi studi ricevette nel 1903 il Premio Nobel per la medicina.
Nel 1956 un'infermiera, sorella Ward, notò che tra i neonati ricoverati in patologia neonatale quelli posti vicino alle finestre e quindi esposti alla luce presentavano un ittero meno intenso e di durata inferiore rispetto agli altri.

## Ittero neonatale

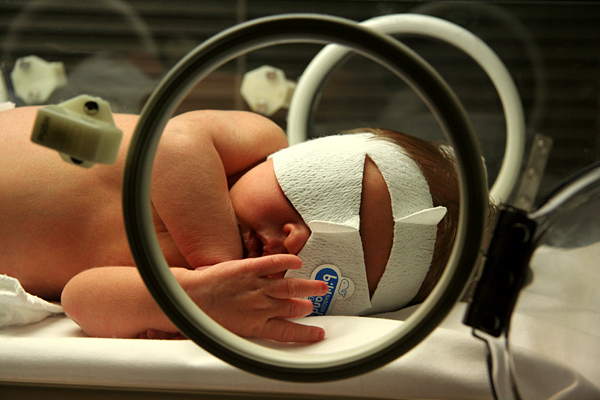
Fototerapia per ittero neonatale

Sfrutta la proprietà che la luce ha nel ridurre l'ittero nei neonati (probabilmente la luce modifica la struttura molecolare della bilirubina in modo da renderla solubile in acqua eliminandola attraverso bile e urine).
In passato venivano utilizzate lampade a luce bianca, attualmente in molti reparti vengono utilizzate lampade a luce blu che hanno un'efficacia di gran lunga superiore. Queste lampade inducono però disturbi visivi ed episodi di cefalea nel personale di assistenza, pertanto l'apparecchiatura deve essere coperta da un panno scuro con l'inconveniente di limitare notevolmente il campo visivo del neonato. Negli ultimi anni sono state sperimentate lampade a luce verde, efficaci quasi come le lampade a luce blu, ma molto meno fastidiose.

### Fototerapia a fibre ottiche
Ultimamente si stanno diffondendo dei nuovi apparecchi, quelli della fototerapia a fibre ottiche. Questa impiega una copertina di fibre ottiche che, appoggiata sulla cute del neonato, vi trasmette luce fredda (priva di radiazioni termiche), trasportata da un cavo di fibre ottiche da una lampada ad alta intensità posta a distanza.

### Strumenti
Gli apparecchi per la fototerapia sono costituiti da un pannello contenente otto tubi fluorescenti coperti da una lastra di plexiglas (allo scopo di assorbire tutti i raggi ultravioletti dannosi per la cute del neonato) tenuto a circa 50 cm sopra l'incubatrice o la culla del neonato.

### Procedura
L'infermiere deve osservare con attenzione il neonato sottoposto alla fototerapia, soprattutto se si tratta di un neonato pretermine o affetto da altre patologie, poiché la fototerapia non permette di osservare il colorito cutaneo del paziente. È quindi opportuno sospendere ogni tanto questa terapia per valutare le condizioni cliniche del neonato.
La temperatura corporea del neonato e la temperatura dell'incubatrice devono essere controllate frequentemente per evitare fenomeni di surriscaldamento.

## Disturbi dell'umore e del ritmo circadiano
La Light Therapy o "terapia della luce", nel campo della cronobiologia consiste nel somministrare luce, attraverso lampade specifiche, in un orario specifico del giorno. Questa terapia sfrutta la profonda connessione tra la retina e il nucleo soprachiasmatico (ove è situato l'orologio biologico dell'uomo) per reimpostare i ritmi circadiani che sono sfasati in alcune patologie, quali la depressione stagionale e la depressione bipolare. La terapia della luce rientra nelle cronoterapie insieme alla Dark Therapy o "terapia del buio", alla deprivazione di sonno (anch'essa usata come terapia antidepressiva) o l'avanzamento di fase.
Nello specifico, il corpo umano è un sistema complesso scandito da vari ritmi biologici tarati attraverso regolatori interni (come appunto il nucleo soprachiasmatico) e regolatori esterni come l'alternarsi del giorno e della notte delle stagioni. Questa terapia vuole sfruttare la sensibilità del corpo umano ai regolatori esterni, come appunto la luce, per ridurre lo sfasamento del ritmo sonno-veglia tipico di alcune patologie.

## Depressione
Esistono molte ricerche internazionali e altrettante nazionali che evidenziano l'effetto antidepressivo della terapia della luce. Gli studi sulla terapia della luce dimostrano che la somministrazione della luce a un orario specifico della mattina, calcolato attraverso il Morningness-Eveningness Questionnaire (questionario sviluppato per valutare la nostra circadianità definita "cronotipo"), permette di potenziare l'effetto antidepressivo del farmaco ottenendo una più rapida risoluzione dell'episodio depressivo.

## Altri utilizzi
La terapia della luce viene anche utilizzata come trattamento del Parkinson, dell'acne e della psoriasi. L'esposizione alla luce aumenta inoltre l'attivazione della Vitamina D ed è quindi fondamentale per la prevenzione di malattie quali il rachitismo.

## Limitazioni
Nei casi del trattamento neuronale (ad esempio depressione, Parkinson, ecc.), le limitazioni della fototerapia sono le seguenti:
- l'incapacità di localizzare l'effetto della stimolazione sul tessuto, in particolare in reti neuronali specifiche e in tempo reale;

- una dose indefinita (tempo, frequenza e illuminamento): la terapia della luce è un trattamento che altera l'umore e, proprio come con i trattamenti farmacologici, esiste la possibilità di innescare uno stato maniacale da uno stato depressivo, causando ansia e altri effetti collaterali. Sebbene questi effetti collaterali siano generalmente controllabili, si raccomanda che i pazienti intraprendano la terapia della luce sotto la supervisione di un medico esperto, piuttosto che tentare di automedicare[15];

- la terapia della luce utilizza una scatola luminosa che emette fino a 10 000 lux di luce a una distanza specifica - come ad esempio l'illuminamento del display del computer compreso tra 100 e 400 lux, risulta essere molto più luminoso di una lampada tradizionale; oppure un'intensità inferiore di specifiche lunghezze d'onda della luce dalle aree blu, 460 nm, a quelle verdi, 525 nm, dello spettro visibile[16] - rendendo i soggetti più vulnerabili alla fototossicità, alla tendenza alla mania, alle condizioni della pelle fotosensibile o all'uso di erbe fotosensibilizzanti (come l'erba di San Giovanni) o di farmaci[17].

La letteratura scientifica ha riportato diversi effetti collaterali della terapia della luce come mal di testa, irritazione agli occhi, nausea e disturbi della fase del sonno tra cui nervosismo a causa della dose indefinita di luce.